# 大麦粥
大麦粥以大麦或元麦磨成的细末为主料制成，是中华人民共和国江苏省、上海市长江两岸沿江传统旱作区的夏季食物，也见于里下河一带，在丹阳和泰兴尤其流行。

## 名称
江苏、上海各地对大麦粥及其原料的叫法极其丰富，如下表所示：
| 地区                         | 大麦或元麦粉   | 以大麦或元麦粉制作的粥 | 备注 |
| ---------------------------- | -------------- | ---------------------- | --- |
| 丹阳、镇江、金坛             | 大麦粯         | 大麦粥、粯子粥、粯儿粥 | |
| 常州                         | 大麦糊、元麦糊 | 大麦糊粥、元麦糊粥     | |
| 江阴、苏州沿江、上海         | 麦粞           | 麦粞粥                 | 这些地区麦粞饭更为常见。 |
| 泰兴、靖江、南通             | 粯子           | 粯子粥                 | |
| 扬州、如皋、如东、里下河地区 | 采子、采儿     | 采子粥、采儿粥         | 「采」本字不详，通常写作同音的采、彩或是音近的䜺、糁。扬州话采子仅指大麦或元麦的粉；其余地区采子可以指任何谷物的粉，如玉米采子、米采子等等。 |

## 做法
通常在大麦粥中会加入部分白米。先将大米在水中煮沸，然后将大麦或元麦粉用凉水调成糊状，扬入锅中搅拌均匀，当粥变成浅褐色的时候即可食用。也可省略用水调制大麦或元麦粉的过程，直接将其洒入水中，边洒边搅拌，但技术要求较高。沿江一带通常都会在煮粥时加入食用碱，提升口感。
部分地区会在大麦粥内加入其他东西一起煮，如金坛的大麦粥团子，靖江的粯子粥馄饨。里下河一带则会在粥内加入青菜。江北大部分地区也流行其他谷物粉末制作的类似食物，如冬季的玉米采子粥。

## 文化
大麦粥大致在苏沪沿江一带流行，这些地区大多属于高乡地区，传统上以棉、麦为主，较少种植水稻，食用大麦曾受到适合种稻的低乡地区嘲笑。在农业和经济条件提升后，这些地区三餐逐渐以米饭为主，但仍然保持食用大麦粥的习惯。
大麦粥现已被列入丹阳和泰州的非物质文化遗产。
丹阳食用大麦的历史可以追溯到南朝梁武帝萧衍为父服丧时期每日仅用二溢大麦粉煮粥的事迹，清代丹阳食用大麦粥的习俗已经相当流行。丹阳有俗语称：「丹阳人，大麦粥命」。
苏中一带食用大麦粥的历史可追溯到宋代，泰兴、靖江一带有俗语称「粯子粥灌灌，养的像个盘盘」。此外在泰兴，粯子粥由于色泽类似咖啡，还被称作「土咖啡」。
此外，明代太仓进士姜昂因为和民众同甘共苦，常常以麦粥为食。当地民众为了纪念他，也将麦粥称之为「姜麦粥」。